# Принц Сонко
Принц Сонко́ (яп. 尊光法親王, そんこうほうしんのう; 17 листопада 1645 — 6 лютого 1680) — дванадцятий син Імператора Ґо-Мідзуноо. Перший син і перша дитина його дружини Йоцуцудзі Цуґуко. 2-й настоятель монастиря Тіон'їн.

## Біографія
Народився 17 листопада 1645 року. Отримав ім'я Йосі. Вважався названим сином сьоґуна Токуґави Ієміцу та молодшим братом принца Рьодзюна.
У березні 1651 року обіцяний монастирю Тіон'їн як майбутній настоятель.
22 травня 1654 року проголошений Імператорським принцом. Прийняв ім'я Йосіката.
30 червня 1656 року відданий у монастир Тіон'їн. Прийняв чернечий постриг під іменем Сонко.
12 грудня 1679 року нагороджений 2-м рангом Імператорських принців. 
Помер 6 лютого 1680 року. Похований 12 лютого того ж року на цвинтарі монастиря Тіон'їн, в павільйоні Іссін, в районі Хіґасіяма, Кіото.
23 січня 1779 року посмертно нагороджений 1-рангом Імператорських принців.

## Родина
| Батько: | Імператор Ґо-Мідзуноо | (1559—1680) |  | 108-й Імператор Японії.                                          |
| Мати:   | Йоцуцудзі Цуґуко      | (?—?)       |  | Фрейліна. Донька тимчасового старшого радника Йоцуцудзі Суецуґу. |